# 서태지 심포니
서태지 심포니(2008 Seotaiji Symphony With Tolga Kashif Royal Philharmonic)는 한국에서 제작된 서태지 감독의 2010년 다큐멘터리 영화이다. 서태지 등이 주연으로 출연하였고 서태지 등이 제작에 참여하였다.

## 출연

### 주연
- 서태지
- 톨가 카쉬프
- 탑
- 김석중
- 최현진
- 강준형